# Neoraja stehmanni
Neoraja stehmanni é uma espécie de peixe da família Rajidae.
É endémica da África do Sul.
Os seus habitats naturais são: mar aberto.